# Ilha Urubuqueçaba
A Ilha Urubuqueçaba é uma ilha pertencente a cidade de Santos. Ela se localiza a leste da Praia de Itarare e a oeste da Praia José Menino. Ela é um dos pontos de referência e observação da divisa de Santos com a cidade de São Vicente.

## Etimologia
O termo "urubuqueçaba" é de origem tupi. Significa; pouso dos urubus, lugar de dormir dos urubus, através da junção dos termos urubu (urubu), ker (dormir)  e aba (lugar)

## História
Houve alguns projetos no sentido de se aproveitar economicamente a ilha, mas nenhum deles saiu do papel. Foi várias vezes vendida. E cada pessoa que comprava tentava construir algo nela. Projetaram construir duas pontes no local: uma para embarque de passageiros e outra ligando a ilha com a praia. Mas encontraram diversas dificuldades de natureza jurídica. Em 1889, o projeto foi construir um sanatório para tratamento de tuberculosos, mas também não vingou.
No início da década de 1940, apresentaram um projeto pra lá de ousado. Um imenso complexo balneário que se fosse feito, daria um aspecto de primeiro mundo moderno até mesmo para quem vê as imagens do tal projeto nos dias atuais, algo inimaginável para a atual praia do José Menino.
Por fim, a ilha foi comprada em 1963 pela última vez, por Cláudio Pires Castanho Doneux, empreendedor do ramo imobiliário .
A ilha era conhecida também como Ilha das Cobras, pois ali havia muitas destas. 

## Atualidade

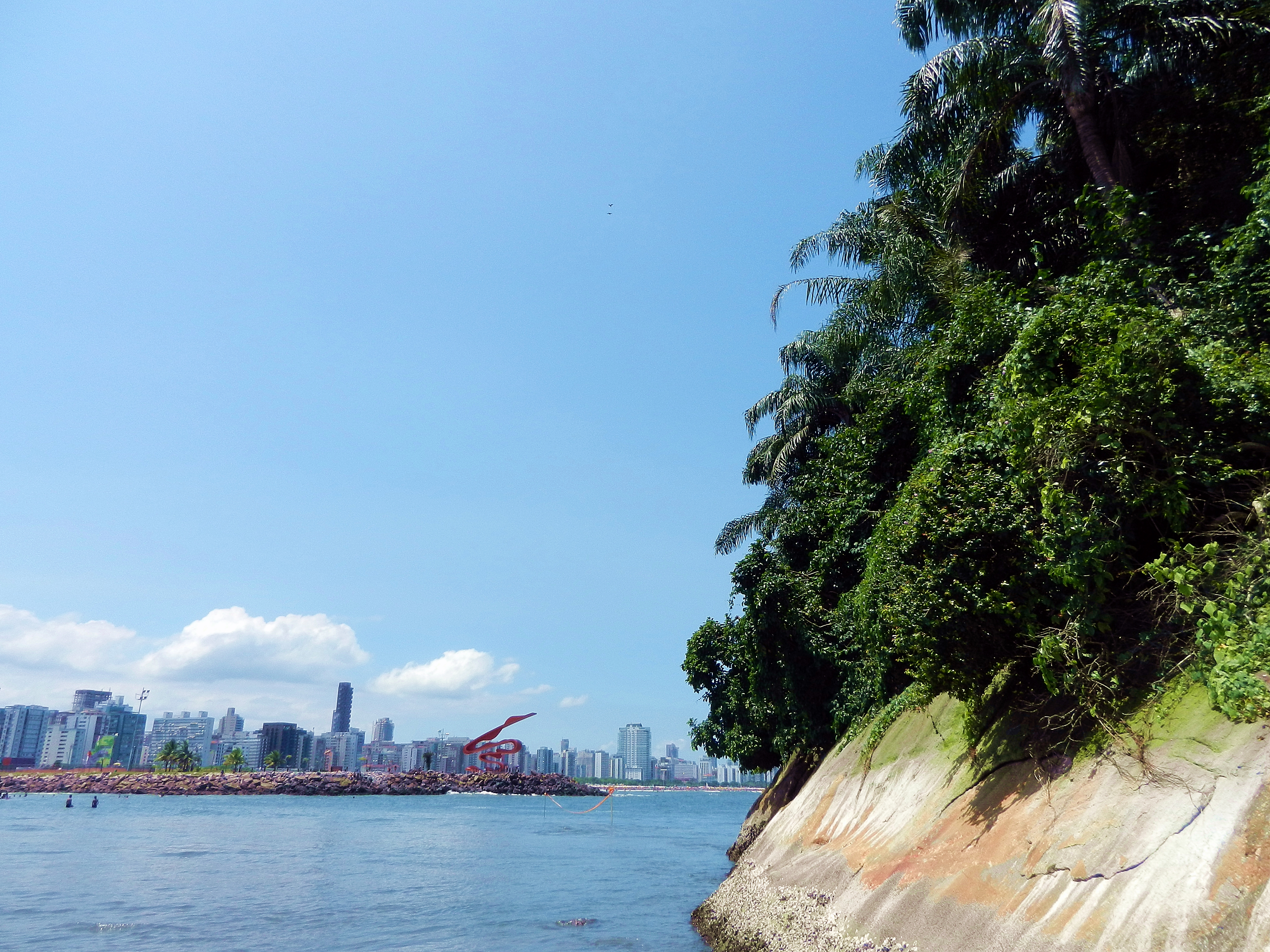
Pedras do redor da Ilha, com Santos ao fundo

O Acesso a ilha pode ser feita a pé, já que ela fica a pouco mais de 300 metros do inicio da faixa de areia, quando a maré se encontra baixa, a proximidade da ilha com a praia se destaca e encanta os turistas e frequentadores das praias vizinhas ao local. Os raros aventureiros e visitantes encontram algumas trilhas estreitas íngremes e acidentadas entre os galhos das mais diversas arvores e plantas que exigem conhecimento e cuidado dos mesmos.
A visitação normalmente é feita por biólogos ao lado dos Militares do Corpo de Bombeiros para que se tenham todas as condições de segurança e preservação, já que a visitação turística a ilha não é permitida e recomendada. A Ilha é cercada por rochas de diferentes tamanhos por todos os lados de seus 2 mil metros de terreno.

### Vegetação

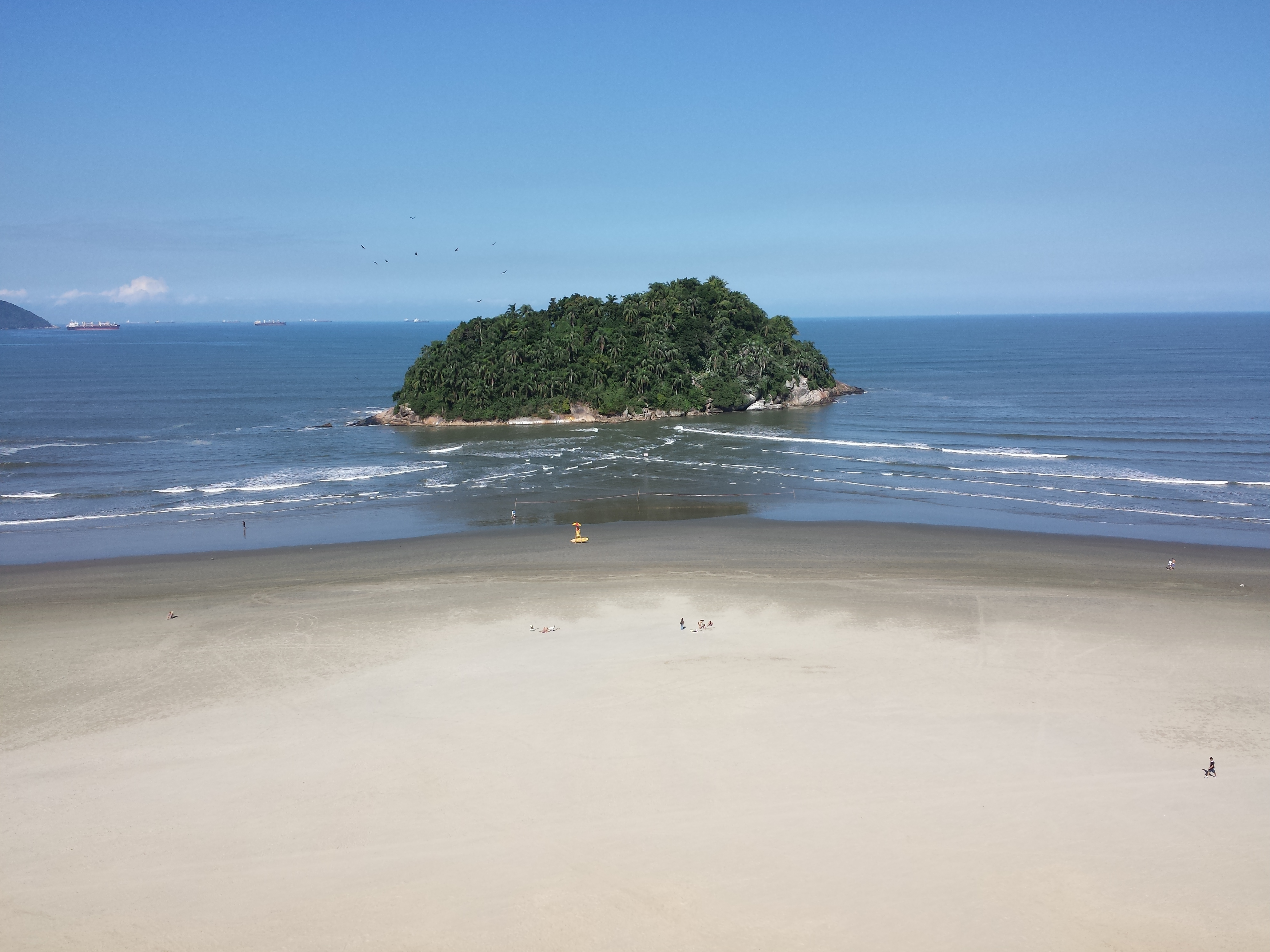
Proximidade da Ilha com a faixa de areia

Composta basicamente por pitangueiras, figueiras e jerivás. Os estudos sobre a flora da Ilha de Urubuqueçaba começaram em 1992 e foram publicados em 2003 na Iheringia, uma revista de Porto Alegre especializada em Biologia.

### Vida animal
A Ilha passou por um aumento na diversidade de algas e briófitas, plantas que vivem e fazem suas raízes nas rochas elas são fontes de alimentos para siris e mariscos que habitam as águas da Baia de São Vicente, no demais a fauna local é composta por Urubus, Gaivotas, Atobás e Biguás .

## Localização
A ilha faz parte do arquipélago que por sua vez forma as Ilhas de São Vicente e a Ilha de Santo Amaro além de outras também tão pequenas quanto como a Ilha das Palmas e turística Ilha PorchatLocalizada entre as Praias do Itararé e José Menino, um dos pontos turísticos próximos a Ilha é a Pedra da Feiticeira .

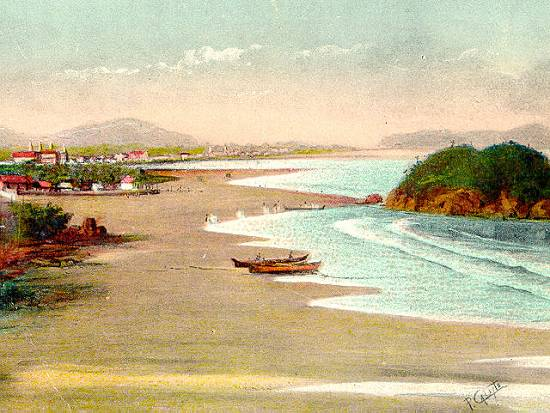
A Ilha de Urubuqueçaba pintada por Benedito Calixto no início do século XX, tendo, ao fundo, a Praia do José Menino. Imagem vista de oeste para leste.